# Centro de Informática de São Carlos

O Centro de Informática de São Carlos (CISC) é uma unidade de serviço da Universidade de São Paulo responsável na área de Tecnologia da Informação e Comunicação (TIC), nos campi de São Carlos e de Pirassununga; e ao Serviço Especial de Saúde de Araraquara (SESA), da Faculdade de Saúde Pública.

## História
A Engenharia de São Carlos (EESC) foi instalada em 1953 e durante muitos anos foi a única unidade de ensino da USP em São Carlos. A EESC, de forma pioneira na época, criou um Centro de Processamentos de Dados (CPD) para atendimento de suas necessidades de ensino e pesquisa, além atender as necessidades de alguns órgãos do Estado de São Paulo instalados no interior e da Prefeitura Municipal de São Carlos. O computador inicial foi um IBM1130, com 4K palavras de 16 bits de memória, com unidades de impressão e de perfuração e leitura de cartões.
No início da década de 70,o Instituto de Ciências Matemáticas de São Carlos (ICMSC), atualmente Instituto de Ciências Matemáticas e de Computação (ICMC), e o Instituto de Física e Química de São Carlos (IFQSC), desmembrado em 1998 em Instituto de Física de São Carlos (IFSC) e Instituto de Química de São Carlos (IQSC), foram criados a partir de departamentos da EESC e o Campus USP de São Carlos, foi oficialmente criado. Inicialmente, todas as unidades contavam com o apoio do CPD para suas atividades de pesquisa e ensino.
A partir da década de 80, com o surgimento dos microcomputadores, com o barateamento dos computadores de médio porte e com o advento das redes de computadores, as unidades do campus foram progressivamente se informatizando e o CPD voltou a suas origens, atendendo principalmente as necessidades da EESC.
O Centro foi criado em 23 de abril de 1992, através da Resolução nº. 3.926, o CISC é o executor das políticas estabelecidas pela Tecnologia da Informação e Comunicação (TIC) e foi o primeiro centro de informática da USP em um campus do interior. A partir de agosto de 2002, o CISC passou a ser responsável pelo sistema de telefonia do Campus.

### Dirigentes do CISC
- Profº Dr. Caetano Traina Junior   (desde 22/02/2006)
- Profº Dr. Marcos José Santana   (30/05/1998 a 20/02/2006)
- Profº Dr. Paulo Cesar Masiero   (18/03/1994 a 29/05/1998)
- Profº Dr. Jan Frans Willem Slaets  (29/04/1992 a 17/03/1994)

#### Diretor
- Profº Dr. Caetano Traina Junior

### Vice-diretor
- Profº Dr. Homero Schiabel

#### Corpo técnico
- Ângela Rodrigues (secretária)

## Administração do CISC
A Seção Administrativa (SCADM) tem como objetivo administrar os Recursos Humanos e Financeiros do CISC de acordo com as normas da Universidade de São Paulo e outros Órgãos fiscalizadores externos e legislações em vigor.
Que é responsável pelas atividades administrativas e financeiras, planejamento e aplicação dos recursos financeiros, dando toda assistência necessária dentro da Unidade como às outras Unidades da USP.

### Serviços
- Expediente
- Contabilidade e Finanças
- Tesouraria
- Recursos humanos
- Compras
- Patrimônio
- Atividades de apoio (transporte)